# Copa Héctor Gómez 1935
Copa Héctor Gómez 1935 là giải đấu giao hữu giữa hai đội tuyển Argentina và Uruguay. Đây là lần đầu tiên giải đấu dược tổ chức. Chủ nhà là Uruguay.
Trận đấu kết thúc với tỉ số hòa 1-1, nhưng vì Argentina là đội khách nên họ là nhà vô địch.

## Địa điểm
| MontevideoCopa Héctor Gómez 1935 (Uruguay) | Montevideo                                      |
| MontevideoCopa Héctor Gómez 1935 (Uruguay) | Sân vận động Centernario                        |
| MontevideoCopa Héctor Gómez 1935 (Uruguay) | 34°53′40,38″N 56°9′10,08″T / 34,88333°N 56,15°T |
| MontevideoCopa Héctor Gómez 1935 (Uruguay) | Sức chứa: 90.000                                |

## Kết quả
| Uruguay    | 1-1      | Argentina       |
| ---------- | -------- | --------------- |
| Juan Píriz | Chi tiết | Carlos Peucello |

## Cầu thủ ghi bàn
1 bàn
- Juan Píriz
- Carlos Peucello